# Sentiero delle rimembranze e della solidarietà
Il sentiero delle rimembranze e della solidarietà (in sloveno: pot spominov in tovarištva), chiamato anche sentiero lungo il filo (pot ob žici), sentiero attorno a Lubiana (pot okoli Ljubljane) o anello Verde (Zeleni prstan), è un sentiero circolare che si sviluppa intorno a Lubiana, la capitale della Slovenia. Ha una lunghezza di 33 km, una larghezza media di 4 m ed una superficie in ghiaia. Lungo il sentiero si trovano lo stagno di Koseze e la collina di Golovec.

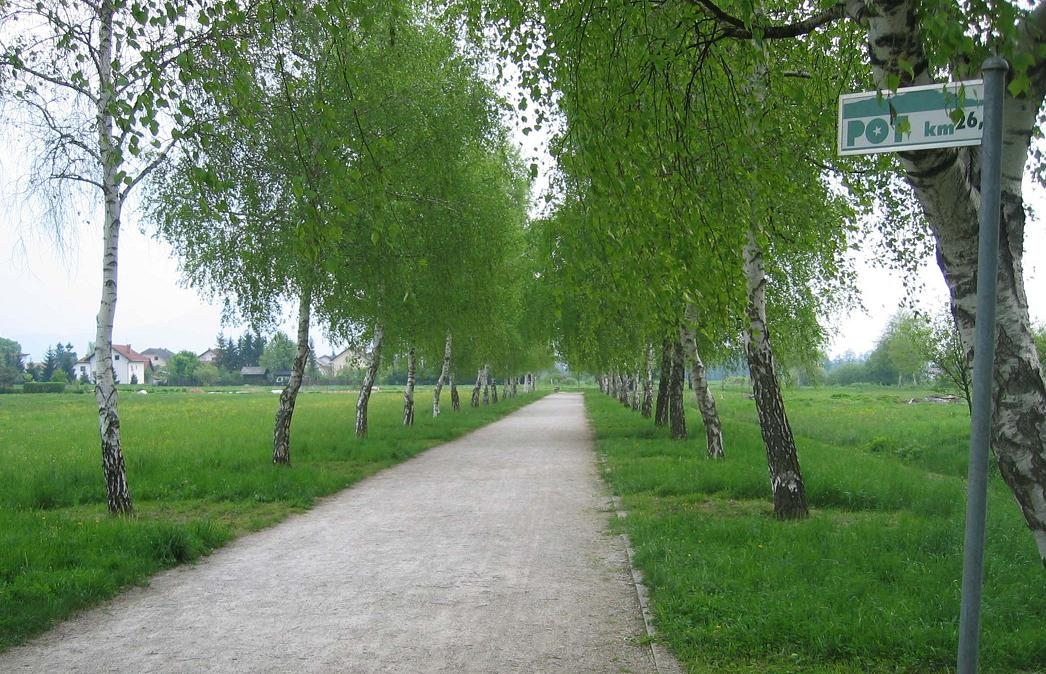
Uno scorcio del sentiero nel distretto di Rudnik

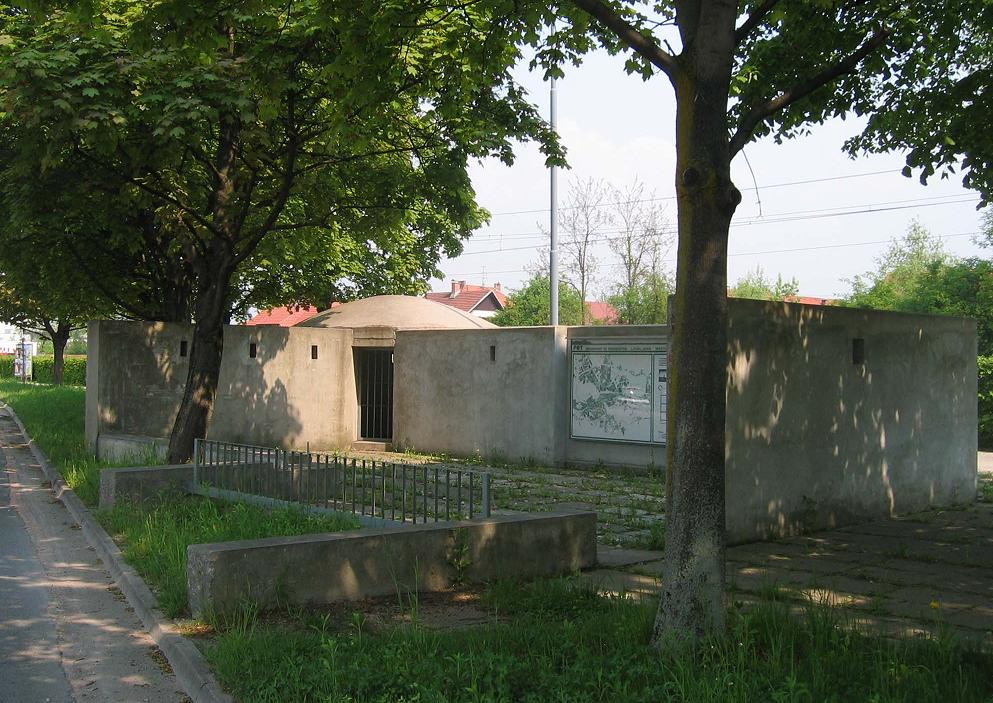
Resti di un bunker italiano nel distretto di Šiška

Durante la seconda guerra mondiale la provincia di Lubiana venne annessa all'Italia Fascista e fu soggetta ad una brutale repressione. A seguito dell'insorgere della resistenza, le forze italiane eressero un muro di filo spinato per evitare la comunicazione tra gli attivisti del Fronte di Liberazione del Popolo Sloveno. Lungo quel percorso ora sorge il sentiero delle rimembranze e della solidarietà.
La costruzione del sentiero iniziò nel 1974 ed è stato completato nel 1985. Lungo il percorso vi sono cartelli e pannelli informativi che mostrano la mappa del sentiero, oltre a centodue lapidi ottagonali, 7400 alberi di 49 specie diverse. Dal 1988 è protetto come monumento naturalistico.
Il sentiero è utilizzato quotidianamente dai cittadini di Lubiana, presso il quale amano camminare e fare jogging. L'uso delle biciclette è consentito a condizione che non vengano messi in pericolo i pedoni. Nei periodi invernali il manto nevoso dà la possibilità di fare sci di fondo.
Ogni anno dal 1957 nel fine settimana intorno al 9 maggio si svolge la tradizionale Marcia ricreativa lungo il filo per celebrare la liberazione di Lubiana avvenuta il 9 maggio 1945.